# Big Thing
Big Thing är det femte studioalbumet av Duran Duran, släppt den 18 oktober 1988. Den innebar en förnyelse av gruppens sound då de i bland annat singellåtarna "I Don't Want Your Love" och "All She Wants Is" influerades av housemusik.

## Låtlista
1. "Big Thing"
2. "I Don't Want Your Love"
3. "All She Wants Is"
4. "Too Late Marlene"
5. "Drug (It's just a state of mind)"
6. "Do You Believe in Shame?"
7. "Palomino"
8. "Interlude One"
9. "Land"
10. "Flute Interlude"
11. "The Edge of America"
12. "Lake Shore Driving"
13. "Drug (It's just a state of mind)" (Daniel Abrahams mix) — Bonusspår på CD-utgåvan 2006.

## Medverkande
Duran Duran:
- Simon Le Bon - sång
- Nick Rhodes - keyboards
- John Taylor - basgitarr

övriga medverkande:
- Warren Cuccorullo - gitarr
- Chester Kamen - gitarr
- Sterling Campbell - trummor
- Steve Ferrone - trummor